# Hydromécanique

Illustration du principe de la multiplication de force via des cylindres hydrauliques liés, principe fondamental dans le domaine des systèmes mécaniques utilisant la puissance hydraulique

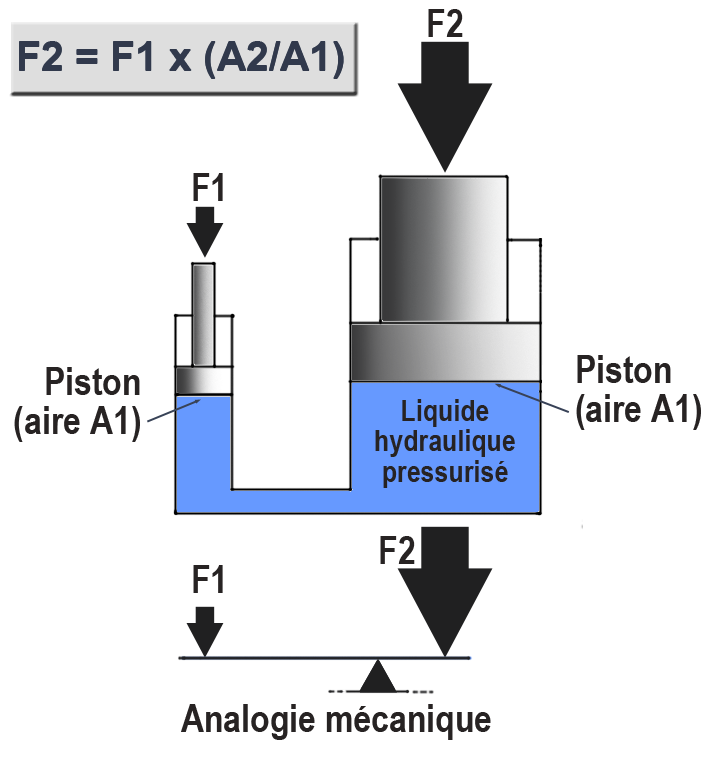
Schéma du principe du ratio de force hydraulique.

L'hydromécanique, ou plus communément hydraulique industrielle ou hydraulique de puissance, est une discipline liée à la construction mécanique et à la mécanique des fluides qui étudie et met en œuvre des dispositifs à la fois mécanique et hydraulique. L'hydromécanique est une combinaison d'hydrostatique et d'hydrodynamique.
L'intérêt principal des dispositifs hydromécaniques est d'avoir une forte puissance massique : de 1,5 kW/kg à 7 kW/kg. De plus ces dispositifs permettent de développer une grande force ou un grand couple pour des vitesses faibles et même à l'arrêt.

## Termes utilisés
Dans le cadre de l'hydromécanique, le préfixe hydro est consacré par l’usage mais n’est pas vraiment approprié puisque l’eau est rarement utilisée. Le préfixe oléo serait plus approprié puisque l’on utilise principalement des huiles. On parle alors d'oléohydraulique mais ce terme est peu utilisé bien que plus juste.
Matériel hydraulique, transmissions hydrostatiques, oléohydraulique, oléolique, hydromécanique, hydrodynamique. 
Autres termes moins courants : fluiditique, fluidique, Hydrautomation principalement pour l'hydraulique proportionnel et la mécatronique (mélange d'hydraulique et d'automatisme).

## Terminologie
Le mot hydraulique : il est le plus commun, tirant historiquement son origine de l'utilisation de l'eau (aux débuts de l'hydraulique avant qu'une émulsion huile-eau soit utilisée (encore parfois utilisée, notamment pour l'inflammabilité réduite de ce fluide).
Les termes hydrodynamique, oléohydraulique, oléolique, hydromécanique sont aussi parfois usités pour traiter du matériel hydraulique (terme générique des annuaires professionnels).
Matériel hydraulique : c'est la grande famille de l'hydraulique industrielle (presses hydrauliques par exemple), ou des engins roulants de travaux publics (pelleteuse par exemple, utilisant la mécanique des fluides sur la science des huiles en circulation sous pression (rarement à plus de 420 bars soit 6000 psi)). 
Le préfixe hydro- : il est souvent utilisé (par exemple dans le nom des entreprises qui travaillent l’hydraulique).
Transmission hydrostatique : cette expression désigne principalement les circuits ouvert et fermé (exemple pompe entraînée par un moteur diesel). L’énergie est transmise par canalisation jusqu’au moteur hydraulique qui peut être à plusieurs dizaines de mètres. Le moteur hydraulique fournit ensuite un mouvement rotatif (contrairement au vérin qui transmet un mouvement linéaire), puis l’huile retourne à la pompe et le cycle recommence.
L'hydromécanique : comme son nom l’indique, elle traite de l'hydraulique et de la mécanique de précision, précision nécessaire pour garantir une étanchéité suffisante à 420 bars (sous peine de grever le rendement final).
Fluide hydraulique : de nos jours l’huile hydraulique minérale est utilisée presque exclusivement grâce à ses qualités de lubrification des pièces en mouvement tels que les pompes, moteurs, soupapes, distributeurs, vérins… 
L'huile est presque incompressible et, contrairement à l'air, permet de transmettre des puissances très importantes pour un volume mécanique assez faible (rapport puissance/volume et puissance/poids élevé). Elle permet de développer une force importante par son principe de démultiplication ou un couple important pour des faibles vitesses.

## Histoire
- 1586 - Simon Stevin : Paradoxe hydrostatique, poussée sur les parois.
- 1653 - Blaise Pascal : Théorème fondamental sur l'équirépartition de la pression dans un fluide.
- 1738 - Daniel Bernoulli : Conservation de l'énergie dans un écoulement.
- 1795 - Joseph Bramah : Première presse hydraulique
- 1847 - William George Armstrong invente l'accumulateur hydraulique et commercialise les premières grues sur ce principe
- 1884 : Première installation à eau sous pression pour vérins et moteurs.
- 1887 : Ascenseurs hydrauliques de la tour Eiffel.
- 1900 : Premières transmissions hydrostatiques.

## Systèmes hydromécaniques
Actuellement des systèmes hydromécaniques complexes et de fortes puissances sont installés dans de très nombreuses industries et même sur des appareils mobiles tels les engins de chantier.
Ces systèmes équipent également des autorails thermiques en procurant des démarrages et des accélérations plus rapides, grâce à un système de changement de vitesse automatique. 

### Générateurs
Pompes.

### Systèmes de commande logique
Distributeur, électro-vanne, cartouche logique...

### Systèmes de régulation
Régulateur de débit, accumulateur, limiteur de pression, freineur, clapet...

### Systèmes asservis
Servovalve, composants à commande proportionnelle, servo-commande...

### Accessoires
Réservoir, réchauffeur, filtre, refroidisseur, vanne, manomètre, pressostat, vacuostat, raccord, tube, flexible, étanchéité...

### Fluides hydrauliques
Huile, fluide ininflammable, fluide à base d'eau, pollution...

### Électronique de l'hydraulique
Amplificateur, régulateur...

### Capteurs
Capteur de pression, débit, température, niveau...

## Autres dossiers ou thèmes restant à créer
Cette liste n'est pas complète, il manque encore des sous ensembles
- soupape de séquence
- réglage de débit
- distribution hydraulique
- soupape d'équilibrage retenu de charge hydraulique
- circuit hydraulique fermé et ouvert
- réchauffeur
- refroidisseur hydraulique
- flexible hydraulique
- hydraulique proportionnelle
- servovalve servo-commande
- norme et règlementation en hydraulique